# Нимичак
Нимичак (тадж. Нимичак) — деха́ (сельский населённый пункт) в Раштском районе Таджикистана. Входит в состав сельской общины (джамоата дехота) Джафр. Расстояние от села до центра района (пгт Гарм) — 21 км, до центра джамоата (село Джафр) — 3 км. Население — 578 человек (2017 г.), таджики. Население в основном занято сельским хозяйством (животноводство и растениводство). Земли орошаются главным образом водами горных источников. Расположен на правом берегу реки Сурхоб. Сёла ниже по течению — Джафр, выше по течению — Нимич.